# هاري ماغواير
جيكوب هاري ماغواير (بالإنجليزية: Harry Maguire)‏ (ولد في 5 مارس 1993) لاعب كرة قدم إنجليزي محترف يلعب كقلب دفاع لنادي مانشستر يونايتد و‌الدوري الإنجليزي الممتاز و‌منتخب إنجلترا. وشارك مع المنتخب الإنجليزي في كأس العالم 2018 وكأس العالم 2022.
جاء ماجواير من خلال نظام الشباب في شيفيلد يونايتد قبل التخرج إلى الفريق الأول في عام 2011. بلغ مجموعه 166 مباراة احترافية مع الشفرات وكان أفضل لاعب في العام ثلاث مرات متتالية، كما ظهر في فريق PFA لهذا العام للدوري الأول عدة مرات. في عام 2014، انتقل إلى هال سيتي مقابل 2.5 مليون جنيه إسترليني، الذي أعاره إلى ويغان أتلتيك في عام 2015. انضم إلى ليستر سيتي في عام 2017 مقابل رسوم أولية قدرها 12 مليون جنيه إسترليني. بعد ذلك بعامين، انتقل إلى مانشستر يونايتد مقابل رسوم يعتقد أنها 80 مليون جنيه إسترليني، وهو رقم قياسي عالمي للمدافع.

## مسيرته الكروية

### شيفيلد يونايتد

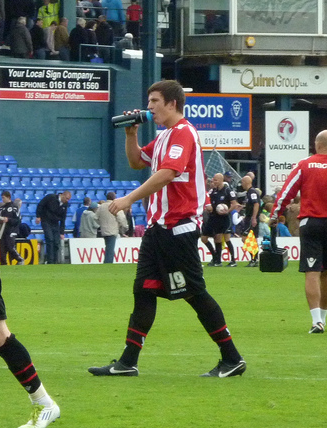
ماغواير برفقة شيفيلد يونايتد عام 2011

ولد ماغواير بمدينة شفيلد، جنوب يوركشير. بعد انضمامه لفريق الشباب بنادي شيفيلد يونايتد، ومع الفريق الذي يكافح ضد الهبوط، تمت ترقيته إلى الفريق الأول، حيث ظهر لأول مرة بعد مجيئه كبديل في الشوط الأول وحصل على جائزة رجل المباراة في مباراة لُعبت على أرضه ضد نادي كارديف سيتي في أبريل 2011. لعب أربع مباريات أخرى في ذلك الموسم لكنه لم يستطع إنقاذ النادي من الهبوط إلى بطولة الدوري الإنجليزي الدرجة الثالثة.
 
بعد أن عزز مكانه في الفريق الأول، سجل ماغواير هدفه الأول للنادي في الفوز 2-0 على نادي أولدهام أثلتيك في اليوم الافتتاحي لموسم 2011–12 من بطولة الدوري الإنجليزي الدرجة الثالثة. نظرًا لكونه حاضرًا منذ بداية الموسم، في أكتوبر 2011 وقع ماغواير على عقد لإبقائه مع النادي حتى 2015. استمر ماغواير بأدائه الرائع في الدفاع وسعى النادي من أجل الترقية من الدوري الدرجة الثالثة وتم مكافأته في نهاية الموسم عندما حصل على لقب «أفضل لاعب في العام» و «أفضل لاعب شاب في العام» من قبل النادي. اختارت صحيفة بي بي سي ماغواير ضمن فريقها الأول في الدوري لعام 2011–12.

### هال سيتي
في 29 يوليو 2014، انضم ماغواير إلى نادي هال سيتي في صفقة قيمتها 2.5 مليون جنيه إسترليني، ووقع عقدًا لمدة ثلاث سنوات. ظهر لأول مرة مع الفريق في 21 أغسطس حيث كانت ببطولة الدوري الأوروبي في مباراة الذهاب امام نادي لوكيرين أوست فلانديرين البلجيكي حيث انتهت بالهزيمة 1–0. لم يخض ماغواير أي مباراة ببطولة الدوري الإنجليزي الممتاز برفقة نادي هال سيتي حتى 20 ديسمبر، عندما اسُتبدل باللاعب المصاب كورتيس ديفيز في آخر 13 دقيقة من الخسارة 1–0 على أرضه ضد نادي سوانزي سيتي.
بعد ظهوره في ست مباريات فقط في جميع المسابقات مع هال سيتي، انضم ماغواير إلى نادي ويغان أثلتيك على سبيل الإعارة لمدة شهر واحد في 10 فبراير 2015. بعد أسبوع، ظهر لأول مرة مع ويغان في الفوز 1-0 امام نادي ريدنغ. في 28 فبراير، سجل ماغواير رأسية من عرضية زميله جيرمان بينانت في الفوز 3–1 خارج أرضه على نادي بلاكبول. بعد أن لعب العديد من المباريات في إعارته التي استمرت لمدة شهر، تم تمديد إعارة ماغواير حتى نهاية الموسم.
عندما كان ماغواير برفقة ويغان على سبيل الإعارة، هبط هال سيتي إلى الدوري الإنجليزي الدرجة الثانية. في 28 مايو 2016، استعادوا مكانهم بالدوري الإنجليزي الممتاز بفوزهم بنتيجة 1–0 في نهائي الملحق المؤهل للدوري الإنجليزي الممتاز أمام نادي شيفيلد وينزداي على ملعب ويمبلي، مهع خروج هداف محمد ديامي ودخول ماغواير في الدقيقة الأخيرة.
في موسم 2016–2017، قام المدير الفني مايك فيلان بجعل ماغواير في التشكيلة الأساسية بشكل منتظم. سجل ماغواير هدفه الأول لصالح هال سيتي في مباراة ببطولة كأس الرابطة الإنجليزية حيث إنتهت المباراة بالفوز 2–1 ضد نادي بريستول سيتي في 25 أكتوبر 2016. قاد ماغواير هال سيتي امام نادي ميدلسبره في 5 أبريل 2017 وسجل هدف حيث انتهت المباراة بالفوز 4–2.

### ليستر سيتي
في 15 يونيو 2017، وقع ماغواير مع نادي ليستر سيتي الذي يلعب في بطولة الدوري الإنجليزي الممتاز بموجب عقد مدته خمس سنوات مقابل 12 مليون جنيه إسترليني، ومن المحتمل أن يرتفع إلى 17 مليون جنيه إسترليني مع الإضافات. ظهر لأول مرة برفقة ليستر سيتي في 11 أغسطس حيث بدأ الموسم بخسارة 4-3 أمام نادي أرسنال، وبعد ثمانية أيام سجل ماغواير هدفه الأول مع الثعالب، برأسية من ركنية نفذها رياض محرز ليختتم الفوز 2-0 أمام نادي برايتون على ملعب كينغ باور. لعب في كل دقيقة من موسم 2017–18 وحصل على جائزة أفضل لاعب في الموسم وكذلك لاعب الموسم في حفل الجوائز نهاية الموسم للنادي.
وسط توقعات وإشارات حول انتقال ماغواير إلى نادي مانشستر يونايتد مقابل رسم قياسي عالمي محتمل لمدافع، أكد المدير الفني لنادي ليستر سيتي كلود بويل في يوم الموعد النهائي للانتقالات الصيفية في 9 أغسطس 2018 أن ماغواير سيبقى في النادي، وكان سفره إلى مانشستر بهدف مواجهة نادي مانشستر يونايتد برفقة ليستر في المباراة في اليوم التالي.

### مانشستر يونايتد

#### موسم 2019–20
في يوليو 2019، قدم مانشستر يونايتد عرضًا بقيمة 70 مليون جنيه إسترليني لشراء ماغواير، بعد عام من تراجع النادي عن الصفقة. قام مانشستر يونايتد بتقديم عرض محسّن، يُعتقد أنه 80 مليون جنيه إسترليني، والذي تم قبوله من قبل ليستر في 2 أغسطس.  تجاوزت الرسوم مبلغ 75 مليون جنيه إسترليني الذي دفعه ليفربول مقابل التعاقد مع فيرجيل فان ديك في يناير 2018، مما يجعل ماغواير أغلى مدافع في العالم. اكتمل النقل في 5 أغسطس، حيث وقع ماغواير على عقد مدته ست سنوات مع خيار إضافة سنة أخرى. ظهر لأول مرة برفقة يونايتد في المبارات الافتتاحية لموسم 2019–20 من بطولة الدوري الإنجليزي الممتاز، حيث إنتهت المباراة بالفوز 4–0 أمام نادي تشيلسي على ملعب أولد ترافورد في 11 أغسطس، وحصل على جائزة رجل المباراة. في 17 يناير 2020، تم تسليم ماغواير شارة قيادة الفريق من قبل المدير الفني أوله غونار سولشار بعد رحيل أشلي يونغ إلى إنتر ميلان. بعد تسعة أيام، افتتح ماغواير التسجيل بمباراة ببطولة كأس الاتحاد الإنجليزي في الفوز 6–0 ضد نادي ترانمير روفرز وبذلك يكون هذا هو هدفه الأول برفقة مانشستر يونايتد.
سجل هدفه الأول في الدوري الإنجليزي الممتاز مع يونايتد في 17 فبراير 2020 ضد تشيلسي في الفوز 2-0 خارج الأرض.
في 27 يونيو، بعد تأخير البطولة وتوقفها لمدة 3 أشهر بسبب جائحة فيروس كورونا، استؤنفت مسيرة مانشستر يونايتد في كأس الاتحاد الإنجليزي بمباراة ربع النهائي ضد نادي نورويتش سيتي التي انتهت بالفوز 2–1 حيث سجل ماغواير هدف الفوز في الوقت الإضافي.
لعب ماجواير دورًا مهمًا برفقة مانشستر يونايتد في الدوري الإنجليزي الممتاز 2019–20، والتي جعلتهم يحتلون المركز الثالث، وهو ثاني أعلى ترتيب لهم في الدوري منذ اعتزال السير أليكس فيرغسون. لعب ماجواير في كل دقيقة من 38 مباراة في الدوري الإنجليزي الممتاز، وأصبح أول لاعب يلعب هذا العدد من المباريات للنادي منذ عام 1995.

#### 2020–الوقت الحالي
في 17 أكتوبر 2020، سجل ماغواير هدفه الأول هذا الموسم، وتعادل في الدقيقة 23 في مباراة الدوري ضد نادي نيوكاسل يونايتد التي انتهت في النهاية بالفوز 4-1 خارج أرضه. سجل ماغواير هدفًا اخر في مباراة الدوري ضد شيفيلد يونايتد في 27 يناير 2021 مسجلًا التعادل في الدقيقة 64 على الرغم من انتهاء المباراة بخسارة 2–1 على أرضه ضد ناديه السابق، والتي بذلك أنهت مسيرة من 13 مباراة بدون هزيمة منذ ان خسر الفريق اخر مرة أمام نادي أرسنال في 1 نوفمبر 2020. عندما تلقى العديد من زملائه تهديدات عنصرية بعد الخسارة، انضم ماغواير إلى لاعبي مانشستر يونايتد السابقين والحاليين الذين أدانوا الإساءة. لعب ماغواير ولم يُستبدل خلال 90 دقيقة كاملة في 2 فبراير 2021 في مباراة لمانشستر يونايتد بالدوري الإنجليزي الممتاز والتي إنتهت بفوز تاريخي على أرضه أمام نادي ساوثهامبتون بنتيجة 9–0. في 25 أبريل 2021، عادل الرقم القياسي المسجل باسم غاري باليستر في لعب أكبر عدد من مباريات من الدوري دون استبداله، خلال لعب 90 دقيقة كاملة للمباراة 71 مباراة على التوالي في الدوري الإنجليزي الممتاز، ضد ليدز يونايتد. ومع ذلك، لم يستطع تحطيم الرقم القياسي، حيث في المباراة 72 كان لابد من استبداله في الدقيقة 72 ضد أستون فيلا بسبب إصابة في الكاحل. غاب ماغواير لاحقًا عن نهائي الدوري الأوروبي 2021 ضد نادي فياريال بسبب الإصابة، حيث خسر مانشستر يونايتد بركلات الترجيح بعد التعادل 1–1.

## روابط خارجية
- هاري ماغواير على موقع الاتحاد الدولي (مؤرشف)  (الإنجليزية)
- هاري ماغواير على موقع الاتحاد الأوربي (الإنجليزية)
- هاري ماغواير على موقع إي إس بي إن إف سي (الإنجليزية)
- هاري ماغواير على موقع قاعدة بيانات كرة القدم.إي يو (الإنجليزية)
- هاري ماغواير على موقع ليكيب (الفرنسية)
- هاري ماغواير على موقع ناشيونال فوتبول تيمز (الإنجليزية)
- هاري ماغواير على موقع Soccerbase.com (لاعب) (الإنجليزية)
- هاري ماغواير على موقع Soccerway.com (الإنجليزية)
- هاري ماغواير على موقع عالم كرة القدم.نت (الإنجليزية)
- هاري ماغواير على موقع AS.com (الإسبانية)